# 듀얼 터치스크린
듀얼 터치스크린(dual-touchscreen)은 두 개의 화면을 사용하는 컴퓨터 또는 전화 디스플레이 설정으로, 둘 중 하나 또는 둘 다 터치가 가능할 수 있으며, 컴퓨터의 그래픽 사용자 인터페이스 요소와 가상 키보드를 포함한 일반적인 입력 장치의 가상화된 구현을 모두 표시한다. 일반적으로 듀얼 터치스크린 컴퓨터 또는 컴퓨팅 장치에서 가장 지속적인 GUI 요소와 기능은 가상 키보드와 함께 손으로 접근할 수 있는 하나의 터치스크린(사용 중인 소프트웨어 애플리케이션에 따라 변경됨)에 표시되는 반면, 다른 하나는 사용자가 생성한 동작에 의해 거의 또는 전혀 접근되지 않는 사용자 인터페이스 요소에 대해 더 광학적으로 중심적인 디스플레이를 사용한다.
이 접근 방식은 사용자가 생성한 동작이 하단 저항성 터치스크린에서 초기화되는 반면 결과 그래픽 디스플레이는 상단 화면에서 실행되는 닌텐도 DS 핸드헬드 게임 콘솔의 구조와 유사하다. 이 같은 접근 방식은 후속 모델인 닌텐도 3DS에도 적용되었으며, 닌텐도의 11번째 가정용 콘솔인 Wii U에도 비슷한 컨셉이 적용되었는데, 컨트롤러의 저항식 터치스크린을 DS/3DS 하단과 같은 방식으로 사용하고, 보조 화면을 콘솔에 연결했다.

## 같이 보기
- 플렉서블 디스플레이
- 폴더블 스마트폰
- 펜 컴퓨팅